# John Riley Kane
John Riley Kane (McGregor, 5 gennaio 1907 – Coatesville (Pennsylvania), 29 maggio 1996) è stato un militare e aviatore statunitense, decorato con la Medal of Honor a vivente nel corso della seconda guerra mondiale per aver guidato l'attacco ai giacimenti petroliferi di Ploesti. Cinque uomini che parteciparono all'Operazione Tidal Wave furono insigniti della Medal of Honor: il tenente colonnello Addison Baker, il maggiore John Jerstad, il tenente Lloyd Herbert Hughes, il colonnello Leon William Johnson e il colonnello John Riley Kane.

## Biografia

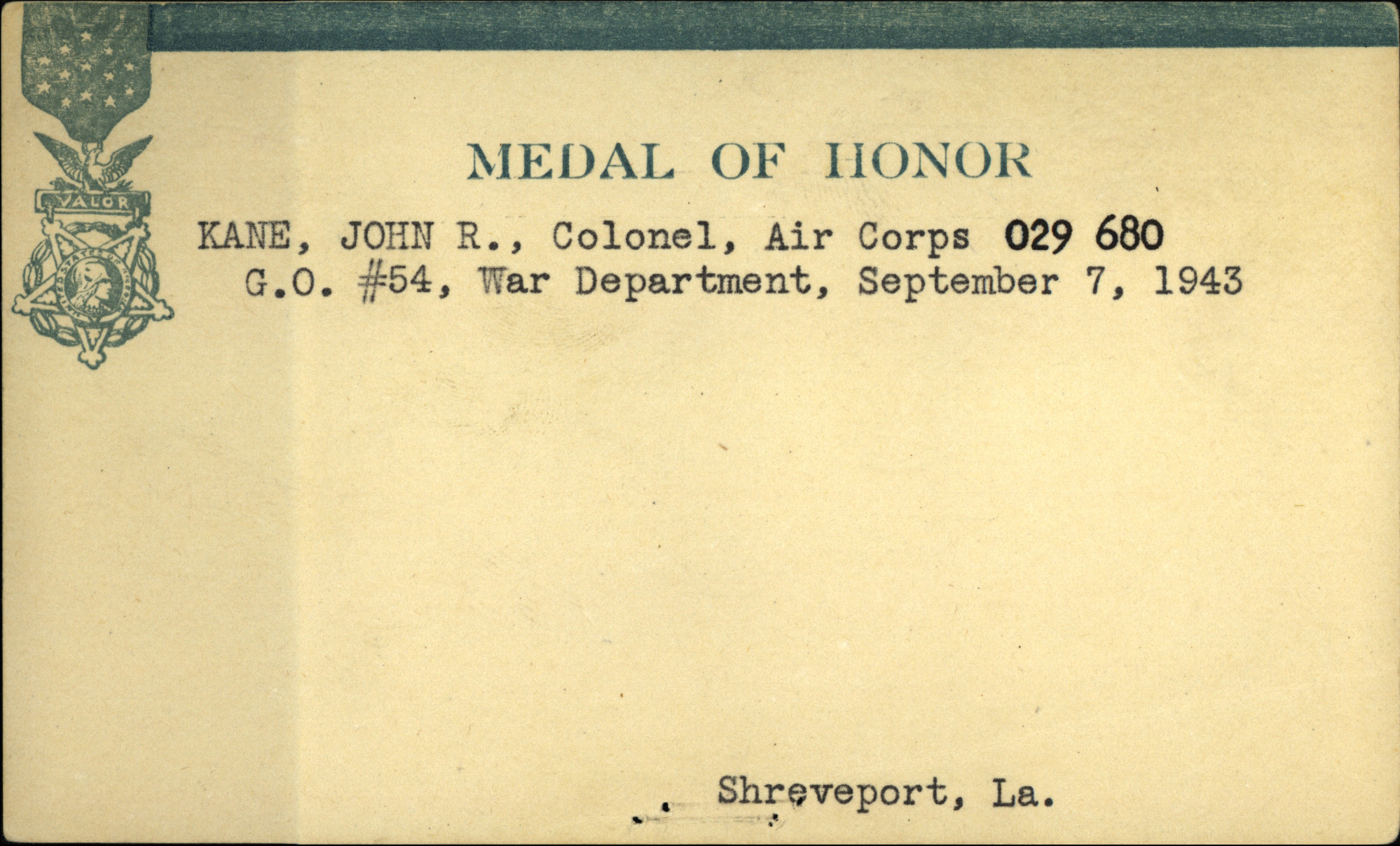
La Medal oh Honor di John Riley Kane.

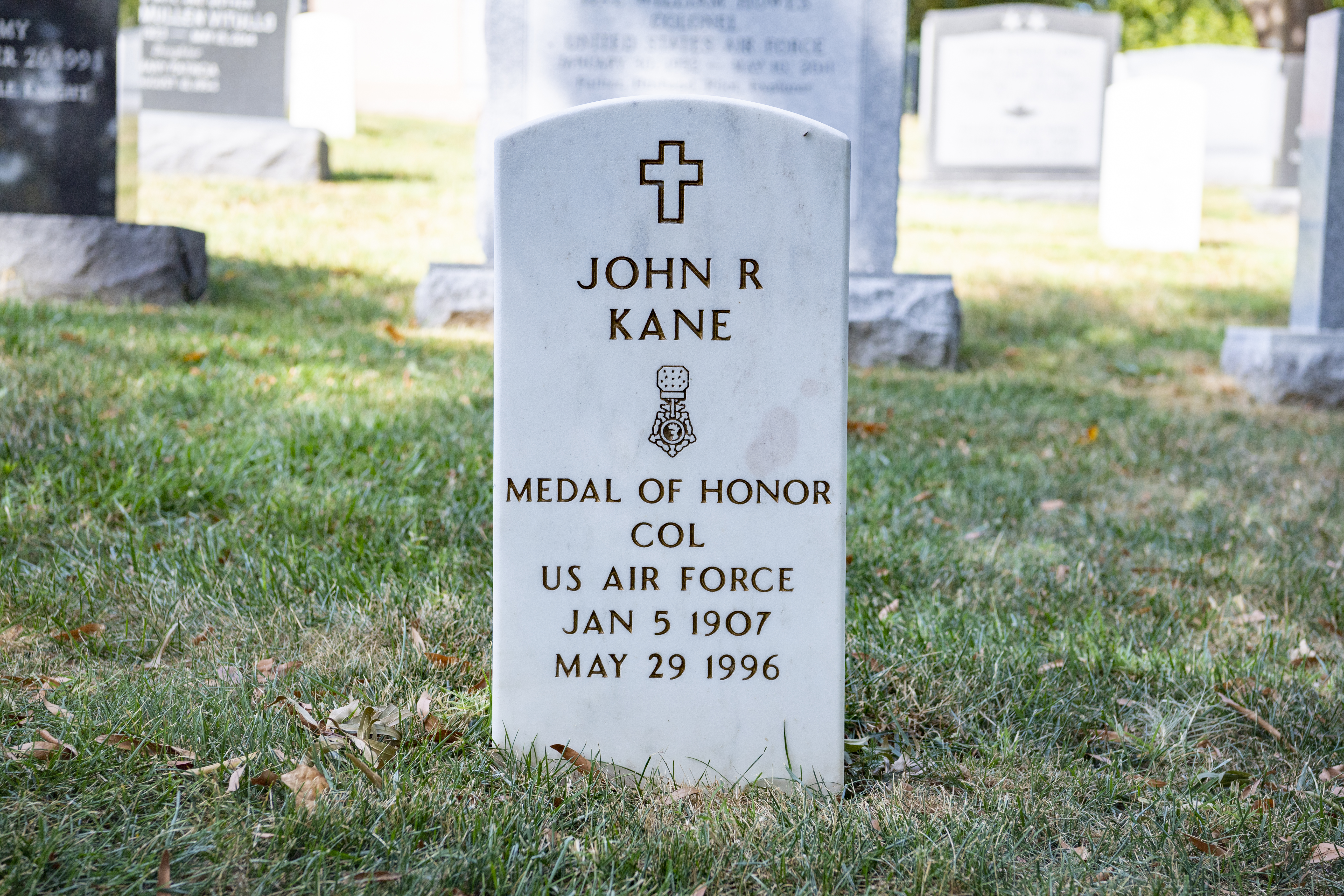
La tomba di John Riley Kane presso il Cimitero nazionale di Arlington.

Nacque il 7 gennaio 1907 a McGregor, in Texas, figlio di John Franklin un ministro battista. Crebbe a Wichita Falls, in Louisiana e Missouri, mentre suo padre si spostava per diversi incarichi religiosi. Si diplomò al liceo di DeSoto, in Missouri e dal 1924 frequentò poi la Baylor University di Waco, in Texas, dove giocò a basket e a football americano. Il 22 gennaio 1927, mentre viaggiava con la squadra di basket per andare a una partita, il loro autobus fu investito da un treno a Round Rock, in Texas, uccidendo 10 delle 22 persone a bordo; lui si salvò riportando lievi ferite. Nel 1928 conseguì la laurea triennale in lettere, e poi frequentò la facoltà di medicina alla Università Washington a Saint Louis per due anni.
Sposò Pansy Inabnett di Shreveport; la coppia ebbe un figlio, John Franklin Kane II. Il loro matrimonio finì con un divorzio. Incontrò la sua seconda moglie, un'infermiera britannica, in Marocco dopo il raid di Ploesti, di nome Phyllis che morì nel 1987.
Si trasferì a Shreveport, Louisiana, e si unì all'United States Army Air Corps (in seguito United States Army Air Forces) come allievo cadetto di aviazione nel giugno 1931. Dopo l'addestramento a Brooks, Randolph e a Kelly Fields in Texas, ricevendo il suo brevetto nel 1932. Fu di stanza a Rockwell e March Fields nella California meridionale prima di essere trasferito alla riserva nel 1934. Per un certo periodo lavorò vendendo case e scavando fossati per una compagnia petrolifera. Rientrato in servizio attivo alla fine del 1935, tornò nell'area di Shreveport, Louisiana, per servire a Barksdale Field, diventando infine il comandante della base. Nell'aprile 1940, fu assegnato a MacDill Field in Florida come ufficiale delle operazioni e poi comandò uno squadrone sulla Lackland Air Force Base in Texas.
Nel luglio 1942, fu inviato nel teatro operativo del Mediterraneo, dove volò in 43 missioni operative per un totale di 250 ore di combattimento in Europa, Africa e Medio Oriente. Comandò il 98th Bombardment Group, una unità dotata dei bombardieri Consolidated B-24 Liberator soprannominata "Piramyds", e le sue audaci operazioni fecero sì che i rapporti dell'intelligence tedesca lo soprannominassero "Killer Kane".
Nel dicembre 1942, per aver comandato un raid su Napoli, in Italia, che affondò un incrociatore nemico e una nave da battaglia, ricevette la Distinguished Flying Cross, e poi ricevette una Silver Star durante una missione in Medio Oriente quando il suo aereo si separò dalla formazione e fu attaccato da dietro da un caccia nemico. Sebbene la torretta di coda e quelle superiori del suo bombardiere diventassero inoperative, superò con successo l'inseguitore, un caccia Messerschmitt Bf 110 attraverso otto diversi attacchi. Il caccia alla fine esaurì le sue munizioni e fu costretto a interrompere l'attacco senza causare danni apprezzabili al suo aereo.
Il 1° agosto 1943, con il grado di colonnello, guidò il 98th BG nell'Operazione Tidal Wave, una missione di bombardamento a bassa quota contro le raffinerie di petrolio a Ploiești, in Romania. Il 98th BG era uno dei cinque gruppi da bombardamento che presero parte all'attacco. Durante il tragitto verso l'obiettivo, la raffineria Astra Romana, che richiedeva un volo di andata e ritorno di oltre 2.400 miglia, il suo elemento si separò dalla parte anteriore della formazione, evitando le dense condizioni di nubi sul terreno montuoso. Piuttosto che tornare indietro da una missione così vitale, scelse di procedere verso l'obiettivo. All'arrivo scoprì che un altro gruppo aveva mancato il suo obiettivo e poi aveva bombardato l'area assegnata al 98th BG. Nonostante le difese completamente allertate, l'intenso fuoco antiaereo, gli aerei da combattimento nemici e i pericoli delle bombe a scoppio ritardato sganciate dagli aerei precedenti, gli incendi di petrolio e il denso fumo sopra l'area bersaglio, scelse di guidare la sua formazione contro le raffinerie di petrolio.
Quando il suo bombardiere, "Hail Columbia", lasciò l'obiettivo, aveva perso un motore ed era stato colpito più di 20 volte dal fuoco antiaereo. La sua decisione di volare in tondo come aereo di comando esaurì la riserva di carburante del velivolo; dopo quattordici ore e quaranta minuti di volo l'aereo si schiantò a Cipro prima di raggiungere la sua base in Nord Africa.
Per il suo ruolo nella missione ricevette la Medal of Honor otto giorni dopo, il 9 agosto 1943. L'onorificenza gli fu consegnata dal maggior generale Lewis Brereton in una cerimonia tenutasi il 4 settembre 1943 presso il Gezireh Sporting Club al Cairo, in Egitto. In quello stesso giorno ricevette anche la Legion of Merit. 
Ritornato negli Stati Uniti d'America nel febbraio 1944,  comandò la base di Gowen Field in Idaho, seguite da McCook e Grand Island Army Air Fields in Nebraska. Si laureò al National War College nel giugno 1947 e divenne ufficiale esecutivo a Chanute Field in Illinois. Nell'aprile 1948, fu nominato direttore delle scuole tecniche presso la Lowry Air Force Base, in Colorado, e prestò servizio anche lì come Ispettore generale e comandante del 3415th Maintenance and Supply Group. Andò alla Ladd Air Force Base, in Alaska, nel 1949, ricoprendo successivamente le cariche di capo di stato maggiore e comandante di base.
Nel luglio 1951 fu assegnato come comandante del Air Resupply And Communications Service del Military Air Transport Service, formando il suo 580th Wing presso la Mountain Home Air Force Base, Idaho, nel novembre 1951, che comandò. Lo portò in Libia nell'agosto 1952 e si trasferì in Marocco nel maggio successivo come comandante del 549th Air Control and Warning Group della 316th Air Division. Ritornò negli USA nel dicembre 1953, come comandante della Smoky Hill Air Force Base, Kansas, dove prestò servizio fino alle sue dimissioni e al suo congedo onorevole il 10 maggio 1954.
Si ritirò a vita privata in una fattoria nella contea di Logan, in Arkansas, ma, dopo essere stato colpito dal morbo di Alzheimer, si trasferì in Pennsylvania nel 1987 per stare vicino al figlio. Morì all'età di 89 anni il 29 maggio 1996, mentre viveva in una casa di cura della Veterans Administration in Pennsylvania. Fu sepolto con tutti gli onori militari nel Cimitero nazionale di Arlington in Virginia poche settimane dopo, il 18 giugno.